# Blågrå svartspik
Blågrå svartspik (Chaenothecopsis fennica) är en lavart som först beskrevs av Laurila, och fick sitt nu gällande namn av Tibell. Blågrå svartspik ingår i släktet Chaenothecopsis och familjen Mycocaliciaceae.  Arten är reproducerande i Sverige. Inga underarter finns listade i Catalogue of Life.